# Detour
DETOUR – drugi album polskiego producenta muzycznego Pawła Kasperskiego pod pseudonimem P.A.F.F. (piąty ogólnie). Wydawnictwo ukazało się 26 kwietnia 2019 roku nakładem wytwórni muzycznej Onionwave. Gościnnie na albumie wystąpili: wokalistka kay.leen. (Kasia Kalinowska), producent Romański oraz gitarzysta Łukasz Pękacki. Album ukazał się również w limitowanej wersji na CD.

## Lista utworów
Opracowano na podstawie materiału źródłowego.
| 1. "Brand New Life" – 4:12 2. "Mood Swing Riddim" – 3:17 3. "So Free" gościnnie kay.leen. – 3:38 4. "Paradise" – 3:55 5. "Meltdown II" - 3:54 6. "Friendzone" - 3:53 7. "J.O.M.O." - 4:17 8. "71 Bounce" - 3:12 9. "Sunrise" gościnnie Romański i Łukasz Pękacki - 2:52 |